# Mycosphaerella tremulicola
Mycosphaerella tremulicola är en svampart som tillhör divisionen sporsäcksvampar, och som först beskrevs av Augustin Pyrame de Candolle och Fr., och fick sitt nu gällande namn av Franz Petrak. Mycosphaerella tremulicola ingår i släktet Mycosphaerella, och familjen Mycosphaerellaceae. Arten är reproducerande i Sverige.